# Паметник на Христо Ботев (Ботевград)
Вижте пояснителната страница за други значения на Ботев.
Паметникът на Христо Ботев е една от забележителностите на Ботевград. Разположен е на централния площад в града, до сградата на Общината.
Паметникът е построен по идея на кмета Иван Николчовски, който е подкрепен от Изпълкома на Градския народен съвет. През 1959 – 1960 г. започва търсенето на автори за проект. Избран е този на скулптора проф. Иван Мандов. Срещата с него и общественото обсъждане се провеждат в салона на Градския народен съвет на ул. „Гурко“ №3. Това става през май 1960 г. Проф. Мандов представя гипсовият модел на паметника, след което кметът дава думата на присъстващите за изказвания, предложения и оценки. В духа на тогавашното време, се изказват представители на Българската комунистическа партия, на Отечествения фронт, Проф-съюзите, Женсъвета, ТКЗС, ДОСО и др. Изказванията са общи, оценките некомпетентни, някои дори хумористични. Предложенията били на „Бърдцето“, „Чеканица“, „Зелин“ и др. Професорът слушал предложенията и оценките и накрая заявил, че със скромните си възможности не може да удовлетвори изискванията на представителите на ботевградското гражданство. Така въпросът за паметникът на Христо Ботев останал открит до 1966 г. Тогавава, по повод предстоящото честване на 100-годишнината от създаването на града, този въпрос отново идва на дневен ред. Ботевградските власти скланят проф. Иван Мандов да осъществи идеята си, с обещания да не му пречат с „дискусии“ и „творчески“ обсъждания на местно ниво.
На 9 октомври 1966 г. паметникът е тържествено открит по повод 100-годишнината на града. Присъства държавният глава Тодор Живков, делегация от побратимения град Саранск, гости от страната и района. Лентата прерязва Тодор Живков.
Скулптурната фигура изобразява Христо Ботев в цял ръст. В лявата си ръка държи книжен свитък – израз на гениалното му поетично и публицистично творчество. Фигурата е излята от бронз в леярната на съюза на българските художници. Архитектурното оформление на пиедестала е дело на арх. Павел Атанасов. В основите на паметника на Христо Ботев е поставен препис от протоколите по приемане на проекта, включително и този воден през май 1960 г.